# Vakantiebeurs

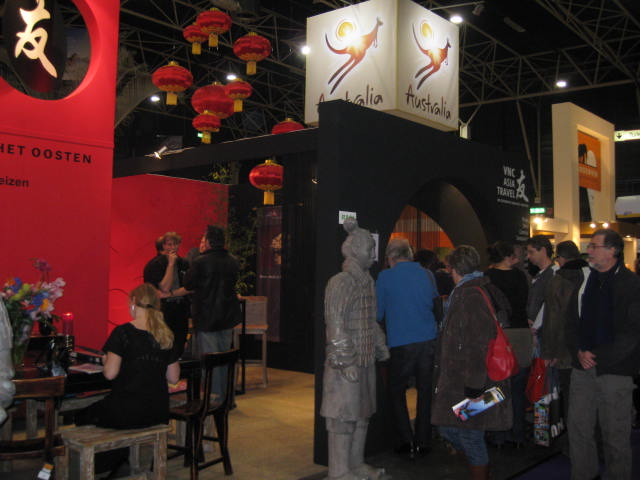
Vakantiebeurs 2009

De Vakantiebeurs is een beurs die sinds de jaren '70 jaarlijks gehouden wordt in januari in de Jaarbeurs in Utrecht. In verband met de coronacrisis ging de Vakantiebeurs in 2021 en 2022 niet door.
De vakantiebeurs is zowel een vakbeurs, een beurs voor vakmensen uit de toeristen- en/of reisbranche, als een consumentenbeurs voor geïnteresseerden in vakantie en vakantiebestemmingen en mogelijkheden over de hele wereld. Ieder jaar is er een aparte dag voor vakmensen.
De deelnemers zijn onder andere reisorganisaties, VVV’s van Nederlandse steden, toeristenbureaus van buitenlandse landen, campings en verzekeraars. Zij geven persoonlijke informatie en/of folders over vele bestemmingen en reismogelijkheden.